# The Amazing Bud Powell, Vol. 2
The Amazing Bud Powell, Vol. 2 è un album dieci pollici pubblicato nel 1954 da Bud Powell per l'etichetta Blue Note. Disco che rappresenta uno dei punti culminanti nella carriera del pianista che ha saputo trasferire sul proprio strumento gli stilemi tipici del bebop (sia come solista, trasferendo sulla tastiera i fraseggi tipici di Parker e Gillespie; sia come accompagnatore, utilizzando accordi scarni ed incisivi). Una rivoluzione contemporanea, parallela e complementare a quella, dalla cifra però marcatamente personale, di Thelonious Monk (che di Powell era stato anche mentore). 

## Tracce

### Lato A
1. Autumn in New York – 2:54 (musica: Vernon Duke)
2. Reets and I – 3:22 (musica: Benny Harris)
3. Sure Thing – 2:39 (musica: Bud Powell)
4. Collard Greens and Black-Eyed Peas – 3:04 (musica: Oscar Pettiford)

### Lato B
1. Polka Dots and Moonbeams – 4:04 (musica: Jimmy Van Heusen)
2. I Want to Be Happy – 2:53 (musica: Vincent Youmans)
3. Audrey – 2:58 (musica: Bud Powell)
4. Glass Enclosure – 2:25 (musica: Bud Powell)

## Formazione
- Bud Powell - pianoforte
- George Duvivier - contrabbasso
- Art Taylor - batteria

## Vicenda editoriale
Materiali giù comparsi  in parte  su 78 giri (i brani I Want to Be Happy  e The Glass Enclosure su BN 1628; Sure Thing e Collard Greens and Black-Eye Peas su BN 1629). Nel 2001 l’ingegnere del suono Rudy Van Gelder ha curato un’edizione CD coerente nella scaletta con quella del 10 pollici pubblicato nel 1954.

## Accoglienza
| Recensione                                                      | Giudizio |
| --------------------------------------------------------------- | -------- |
| The Penguin Guide to Jazz Recordings                            |          |
| 4969 - Jazz, una discografia (dopo il bebop prima della fusion) |          |